# جرنیوکس
جرنیوکس (انگلیسی: Jarnioux)، یک  کمون (فرانسه) در رون (بخش) در شرق فرانسه  است. در 1 ژانویه 2019، در کمون Porte des Pierres Dorées ادغام شد.